# Вольная борьба на летних Олимпийских играх 1920 — до 67,5 кг
Соревнования по вольной борьбе в рамках Олимпийских игр 1920 года в лёгком весе (до 67,5 килограммов) прошли в Антверпене с 25 по 27 августа 1920 года в Зале торжеств Королевского зоологического общества. 
Схватка по регламенту турнира продолжалась один десятиминутный раунд, кроме финальных встреч, которые состояли из трёх раундов по 10 минут каждый. Схватка могла быть досрочно закончена чистой победой. 
Турнир проводился по системе с выбыванием после поражения. Проигравшие в полуфинале разыгрывали между собой третье место. Титул разыгрывался между 10 борцами. 
Вольная борьба в то время культивировалась в основном в США, и часто борцам из Европы нечего было противопоставить своим конкурентам. Но этот вес оказался единственным на олимпиаде, где борцы из США остались за чертой призёров. 
Первое и второе место разыграли между собой ветеран турниров, участник олимпийских игр 1912 года, чемпион мира 1911 года и серебряный призёр чемпионата Европы 1913 года Готтфрид Свенссон и неизвестный на международной арене Калле Анттила. Победитель встречи Антилла в дальнейшем стал двукратным чемпионом мира и двукратным олимпийским чемпионом. Третье место завоевал британец Питер Райт

## Призовые места
- Калле Анттила
- Готтфрид Свенссон
- Питер Райт

## Турнир

### Первый круг
| Участник 1        | Результат   | Участник 2        |
| ----------------- | ----------- | ----------------- |
| Каарло Анттила    | Туше (5:20) | Жюль Делиньи      |
| Готтфрид Свенссон | По очкам    | Джордж Метропулос |

### Четвертьфинал
| Участник 1        | Результат | Участник 2      |
| ----------------- | --------- | --------------- |
| Каарло Анттила    | По очкам  | Джозеф Шиммон   |
| Аугуст Тийс       | Пропускал |                 |
| Готтфрид Свенссон | По очкам  | Джордж МакКензи |
| Питер Райт        | По очкам  | Анри Жудью      |

### Полуфинал
| Участник 1        | Результат | Участник 2  |
| ----------------- | --------- | ----------- |
| Каарло Анттила    | По очкам  | Аугуст Тийс |
| Готтфрид Свенссон | По очкам  | Питер Райт  |

### Финал
| Участник 1     | Результат | Участник 2        |
| -------------- | --------- | ----------------- |
| Каарло Анттила | По очкам  | Готтфрид Свенссон |

### Встреча за третье место
| Участник 1 | Результат | Участник 2  |
| ---------- | --------- | ----------- |
| Питер Райт | По очкам  | Аугуст Тийс |